# Elettrotreno Zébulon

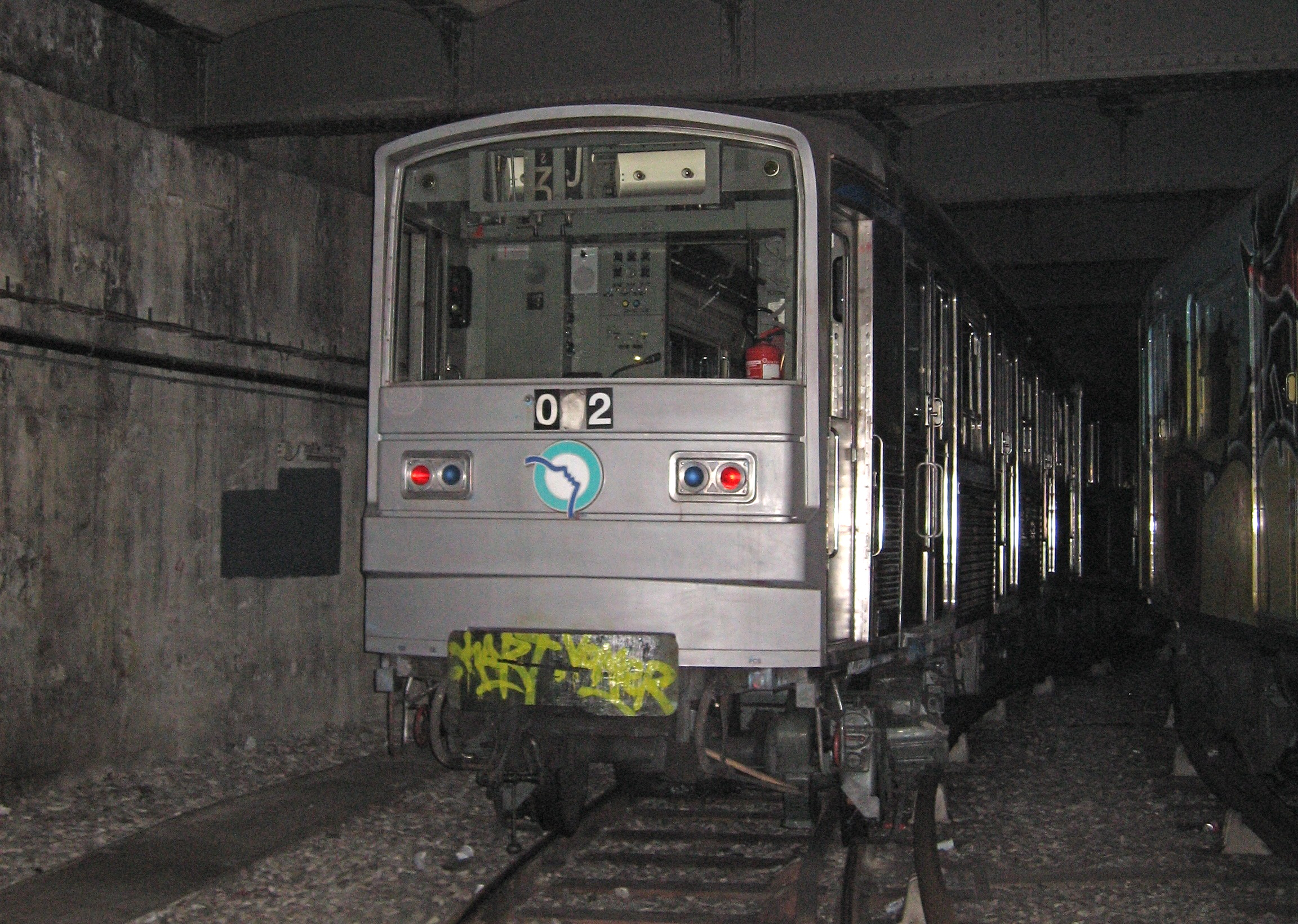
Muso del Zébulon

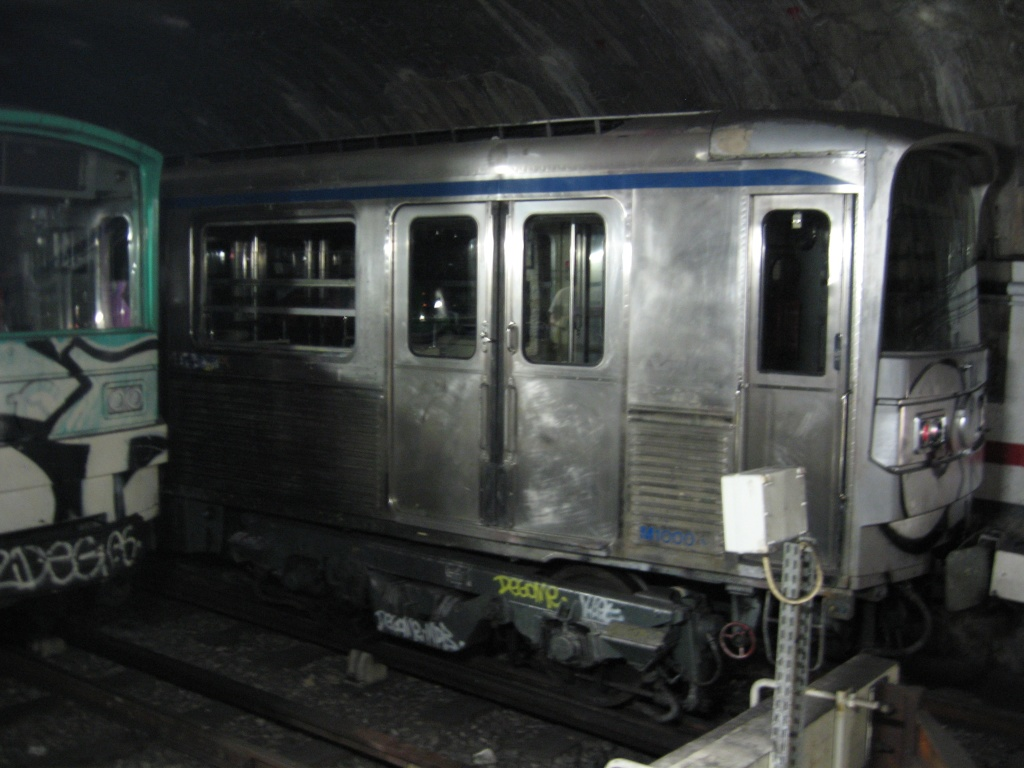
Fiancata del Zébulon

L'elettrotreno Zébulon era il secondo prototipo dei treni di tipo MF 67 della metropolitana di Parigi, costruito nel 1968.
Il soprannome era dovuto al suo aspetto particolare, con una carrozzeria tutta in acciaio inossidabile ondulato (caso unico nel parco mezzi RATP).
La sua durata in servizio fu assai breve, in quanto disponeva di casse di dimensioni insolitamente grandi, che rendevano complessa la manutenzione.
Era composto da sei vagoni di cui cinque motrici, ma la rimorchiata non fu mai impiegata in servizio. Disponeva di carrelli bimotori. Le sue carrozze erano immatricolate come M.10003 + N.11003 + NA.12002 + N.11004 + M.10004.
Questo treno fu messo in servizio sulla linea 3, per poi essere spostato sulla 7, e infine sulla 9, prima di essere ritirato dal servizio nei primi  anni 1980, per poi essere trasferito al servizio di istruzione dei conduttori.
Qui rimase fino ai primi del 2011, quando fu definitivamente accantonato e poi demolito.